# 골든바브
골든바브(Barbodes semifasciolatus)는 잉어목 잉어과의 물고기이다. 열대 아시아 지역에 서식한다. 몸길이는 7.5cm로서 소형물고기에 속한다.

## 특징과 먹이
골든바브는 이름에 걸맞게 황금색의 몸을 가지고 있어 매우 아름다운 물고기이다. 지느러미는 붉은색을 띄며 몸에는 황금색을 이루는 것 외에도 검은 반점이 나있는 물고기이다. 또한 눈은 다른 물고기와 달리 적색의 테를 두르고 있으며 어린 치어인 시기엔 상아색이나 흰색을 띄다가 성장하면서 황금색을 가지게 되고 짝짓기의 시기가 다가오면 수컷은 붉은색의 빛을 띄게 된다. 먹이는 수생 곤충과 수생 식물을 즐겨먹는 잡식성의 어류이며 관상어로 키울 때는 사료도 잘먹는다.

## 서식지
골든바브의 서식국가로는 베트남, 대만, 중국의 남서부와 라오스의 북부에 주로 서식하며 러시아에서도 발견이 되는 어종이다. 강의 느리게 흐르는 지류나 늪을 선호하고 밀집된 수생 식물의 초목 진영을 선호한다. 적정수온은 PH 6.0~8.0사이로서 16°~24°로 차가운 수온을 선호하는 물고기이다.

## 관상어로서 주의사항
골든바브는 관상어로서 키우는 물고기이기도 하다. 황금색의 아름다운 모습과 함께 무리지어서 군영을 이루는 모습을 좋아하며 성격이 온순하여 카라신이나 구피와 같은 소형어류와도 합사가 가능하다. 다만 수온에 민감한 어종인만큼 골든바브가 살아가는 데에 있어 알맞는 수온인 16°~24°는 반드시 맞춰줘야 하며 수온이 맞지를 않으면 난폭해질 수가 있으니 이점을 주의해야 한다.